# 薩德爾羅克埃斯泰茨 (紐約州)
薩德爾羅克埃斯泰茨（英語：Saddle Rock Estates）是位於美國紐約州拿騷縣的普查規定居民點。

## 人口
根據2020年美國人口普查的數據，薩德爾羅克埃斯泰茨的面積為0.20平方千米，皆為陸地。當地共有人口428人，而人口密度為每平方千米2,140人。